# Свинець (мінерал)
Свинець — поширена назва ряду мінералів.

## Різновиди
Розрізняють:
- свинець антимонієвий (біндгейміт);
- свинець йодистий (шварцемберґіт); свинець напівкупоросний (ланаркіт — оксисульфат свинцю острівної будови, Pb2[O|SO4]);
- свинець роговий (фосгеніт);
- свинець селенистий (клаусталіт, селенід, PbSe);
- свинець селено-кобальтовий (суміш клаусталіту, кобальтину та інших мінералів);
- свинець селено-мідистий (суміш клаусталіту й умангіту з тиманітом);
- свинець селено-ртутний (лербахіт, суміш клаусталіту з тиманітом);
- свинець селено-ртутно-мідистий (суміш клаусталіту з умангітом);
- свинець селено-срібний (суміш ґаленіту з науманітом);
- свинець сірчано-стибієвий (буланжерит);
- свинець сірчистий (ґаленіт);
- свинець солянокислий (мендипіт, Pb3O2Cl2);
- свинець сріблистий (свинець самородний з домішками срібла);
- свинець стибіїстий (біндгейміт);
- свинець стибієвий (біндгейміт);
- свинець телуристий (алтаїт);
- свинець телуро-срібний (сильваніт);
- свинець фосфорний (піроморфіт);
- свинець хлористий (котуніт);
- свинець червоний (1. застаріла назва підробок під кіновар; 2. застаріла назва сурику);
- свинець чорний (графіт).